# The Fundamental Elements of Southtown
Albums de POD
The Warriors EP
(1999) Satellite
(2001)
The Fundamental Elements of Southtown, sorti le 24 août 1999, est le premier album du groupe de musique POD produit sous un grand label. Il marque leur début chez Atlantic Records, et devient par la suite le premier disque de platine du groupe, atteignant la 51e place du classement Billboard 200 en avril 2000.
"Southtown" et "Rock the Party (Off the Hook)" sont les singles de l'album. Ces deux morceaux ont leurs clips qui ont été diffusés de façon notable au moment de la sortie de l'album. L'album contient aussi une reprise de Bullet the blue sky, une chanson de U2.

## Liste des pistes
1. Greetings (1:29)
2. Hollywood (5:22)
3. Southtown (4:08)
4. Checkin' Levels (1:06)
5. Rock the Party (Off the Hook)(3:24)
6. Lie Down (5:09)
7. Set Your Eyes to Zion (4:06)
8. Lo Siento (0:33)
9. Bullet the Blue Sky (U2 Cover) (5:18)
10. Psalm 150 (0:55)
11. Image (3:32)
12. Shouts (0:55)
13. Tribal (4:26)
14. Freestyle (3:57)
15. Follow Me (3:43)
16. Outkast (9:33)
  - Outkast finit à 4:16, la piste cachée Tambura commence à 6:22

## Awards

### 2000 San Diego Music Awards
- Album de l'Année
- Chanson de l'Année - "Rock the Party (Off the Hook)"

### 2001 GMA Dove Awards
- Clip de l'Année - "Rock the Party (Off the Hook)"